# Richard Russell Jr.
Richard Brevard Russell Jr. (Winder, 2 de novembro de 1897 — Washington, D.C., 21 de janeiro de 1971) foi um político americano do estado da Geórgia. Um membro do Partido Democrata, ele serviu brevemente como presidente da Câmara da Geórgia e como governador do estado (1931-1933), antes de servir no Senado dos Estados Unidos por quase 40 anos de 1933 até sua morte por enfisema, em Washington D.C. em 1971. Como senador, ele foi candidato a Presidente dos Estados Unidos na Convenção Nacional Democrática de 1948 e na de 1952.
Russell foi um dos fundadores e líder da coalizão conservadora que dominava Congresso entre 1937 a 1963, e na época de sua morte era o membro mais antigo do Senado. Ele foi durante décadas um líder da oposição do Sul ao Movimento dos Direitos Civis.